# Disc (geometrie)

Disc cu circumferința (C) colorată cu negru, diametrul (D) cu violet, raza (R) cu roșu și centrul cu albastru deschis.

Discul este o formă geometrică definită ca o regiune din plan mărginită de un cerc.